# 李初梨
李初梨（1900年4月4日—1994年5月15日），原名李祚利，曾用名李初黎，四川江津人，中共中央对外联络部副部长、党委书记。

## 生平
李初梨于1915年前往日本留学，1925年入读京都帝国大学文学部，1927年返国并参加创造社，1928年潘汉年介绍加入中国共产党。后创办上海艺术大学，并任教于华南大学、群众大学。1928年当选中国著作家协会执委。后转入地下党工作，1929年起历任中共上海闸北区委宣传部长、中共江苏省委宣传部秘书等职。1931年1月在上海被捕入狱。在狱中三次拒绝“反省”、“悔过出狱”等威胁利诱。1936年11月出狱后前往延安，任新华社社长。1938年任陕西省委宣传部副部长、《西北》周刊负责人、八路军驻陕办事处中共中央代表林伯渠的秘书、《新中华报》主编等。1939年1月任中共中央南方工作委员会委员、秘书。1940年5月至1945年8月任中共中央军委总政治部敌工部副部长。1941年10月出席在延安召开的东方各民族反法西斯代表大会并被选为各民族反法西斯大联盟执行委员会委员。1941年12月任中共中央海外工作委员会委员。1943年出任延安日本工农学校副校长，主讲自然科学、政治经济学、政治常识、党课、时事报告等。1945年4月至6月作为中直、军直代表团成员出席中共七大。
抗日战争胜利后赴东北工作，1945年末任中共中央东北局民族部部长。不久任中共辽宁省委委员，辽宁省政府外事厅厅长，从事日侨、日俘的遣返工作和留用工作。1946年4月至5月任中共长春市委委员。1946年4月起先后参加军事调处执行部沈阳小组、双城小组的工作，并任军调部长春执行分部中共首席代表。军调工作结束后，奉命从事对滇军的工作。1947年2月至1948年11月任中共吉林省委委员、省委秘书长兼管少数民族工作(至1948年7月）、省委城工(敌工）部部长(至1948年2月）。1948年8月至11月任中共吉林省委常委、宣传部部长。后任中共中央东北局宣传部副部长。
中华人民共和国成立后，李初梨出任华侨事务委员会办公厅主任。1951年3月至1959年1月任中共中央对外联络部副部长、党委书记，兼任马列学院第一分院副院长。1964年后因病离职休养。他还是第一、二届全国人大代表，第四、五届全国政协常委。1983年将多年收藏的500余件文物精品全部捐献给重庆市博物馆。1994年在北京逝世。